# لودویگ ریتر فون کشل
لودویگ ریتر فون کُشِل (انگلیسی: Ludwig Ritter von Köchel؛ ۱۴ ژانویهٔ ۱۸۰۰ – ۳ ژوئن ۱۸۷۷) یک گیاه‌شناس، مورخ، طبیعت‌شناس، و آهنگساز اهل اتریش بود. او فهرستی شماره‌گذاری‌شده به‌ترتیب زمانِ تولید آثار، از تمام کارهای ولفگانگ آمادئوس موتسارت گردآوری کرد که به نام خودِ او، فهرست کشل نامیده می‌شود.